# 青いバラ (サントリーフラワーズ)

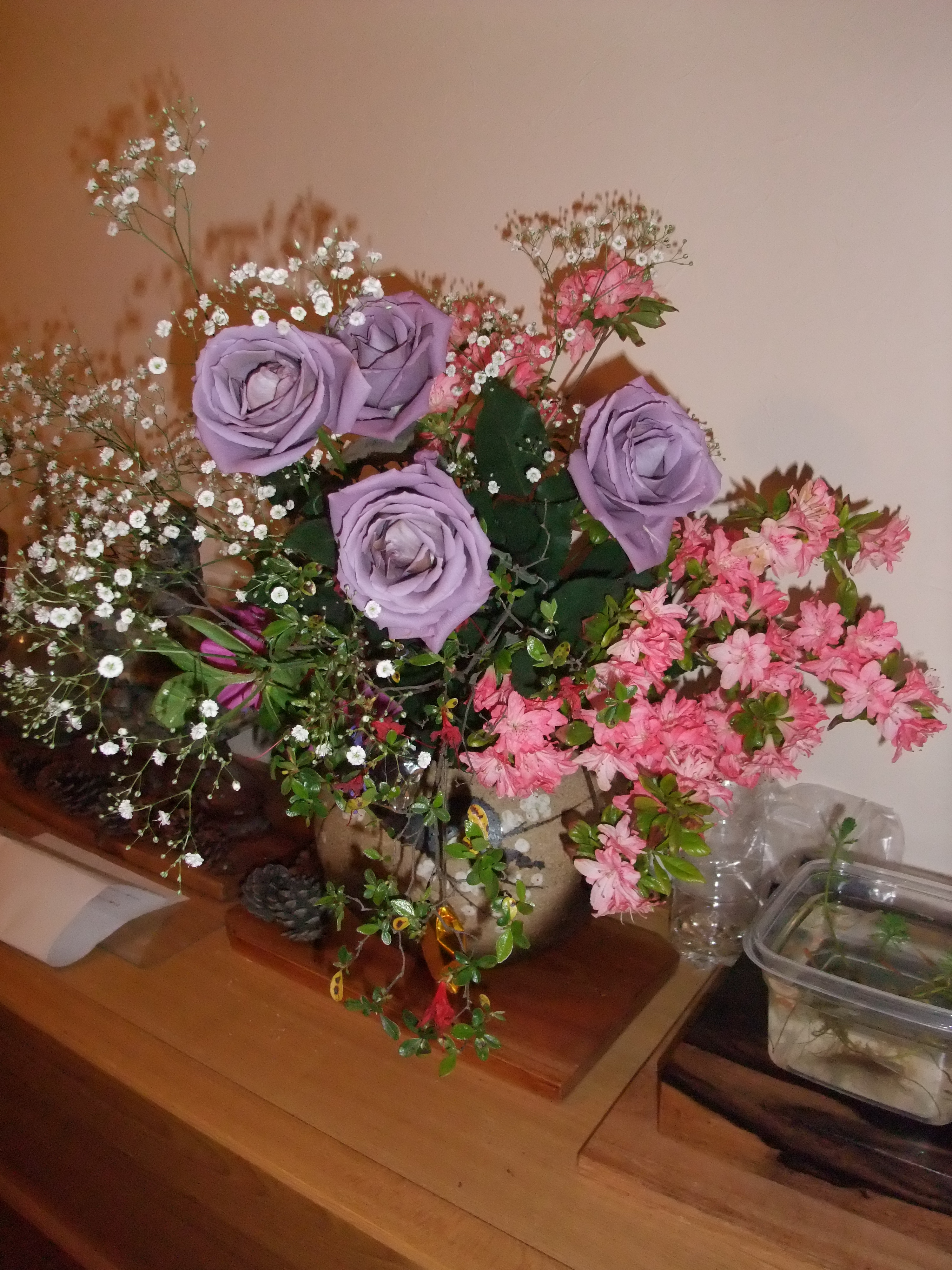
青いバラ「アプローズ」の切花

青いバラ（あおいバラ）は、日本のサントリーフラワーズとオーストラリアの植物工学企業であるCalgene Pacific（現 フロリジーン）との共同研究開発により、世界で初めて完成した青色の色素を持ったバラである。
遺伝子組換え技術により誕生、2004年6月30日に発表、2008年1月31日にカルタヘナ法に基づく一種使用規定承認（流通など「環境中の飛散を防止しないで行う使用」の承認）を得た。2009年11月3日、「アプローズ」のブランド（正式名称：SUNTORY blue rose APPLAUSE）を設け、切花として全国の花屋などで発売を開始した。「APPLAUSE」は拍手喝采を意味することから、サントリーフラワーズではその名の意味を「喝采」とし、新たに「夢かなう」という花言葉を与えた。

## 概要
長い間、青いバラは世界中のバラ愛好家の中では夢であり、英語で Blue Rose（青いバラ）の花言葉は、「不可能」といった意味が含まれていた。
本来のバラの持つ主要アントシアニンであるシアニジン系のシアニン、ペラルゴニジン系のペラルゴニン等から赤みを徐々に抜いていき、青に近づけていくという手法が主流であったが、バラにはそもそも青の色素がないことがわかり、厳密な意味での「青いバラ」を品種改良のみで作ることが不可能と判明した。
そして「青いバラ」の創作は、バイオテクノロジーの「遺伝子組み換え作物」に委ねられることとなる（詳細は「バラ#「奇跡」のブルー・ローズへの挑戦」も参照）。アントシアニンの細胞内局在場所である、液胞の酸性条件下でも、青色色素であることの多いデルフィニン/デルフィニジン（アントシアニン/アントシアニジンの一種）を作り出すために必要な酵素の遺伝子『cDNA』をパンジーから単離して遺伝子導入することにより、この「青いバラ」は誕生した。着手から14年の歳月を費やした。
人工的に生み出された物ゆえに、当初の花言葉は「不可能・有り得ない」であったが、開発が進みブルー・ローズの誕生を実現させた事から、開発当初は「奇跡」「神の祝福」「夢叶う」という花言葉を新たに充てていた。また、この成功により、同様に不可能とされていた厳密な意味での「黒いバラ」を作ることも可能になったわけだが（減法混色の三原色、つまりシアン・マゼンタ・イエローに相当する青・赤・黄の色素が揃わないと黒色を配合することはできない。現在、「黒バラ」と呼ばれているものは非常に濃い赤色のバラである）、こちらはまだ実現していない。
なお、遺伝子操作により花の色を変えるといった試みは、同社の青いカーネーション「ムーンダスト」が世界初である。この遺伝子操作が安全であると確実には立証されるまでの間は、花粉の飛散により一般植物との交雑を回避するため、「ムーンダスト」同様の、専用の隔離された栽培所にて厳密に管理されていた。しかし、2008年1月31日にカルタヘナ法に基づく一種使用規定承認が得られたため、一般圃場での栽培も可能になった。

## 青いバラ誕生に関わる学術的歴史
- 1990年：サントリーとオーストラリアのバイオベンチャー企業カルジーンパシフィック（現フロリジーン）の共同プロジェクトとして始まる。
- 1991年：青いペチュニアから青色遺伝子の取得に成功し、ペチュニアから青色遺伝子取得の特許が出願される。
- 1994年：ペチュニアの遺伝子を導入したバラを咲かせる事に成功。しかし、遺伝子は確かに入っているものの、カーネーションの場合にはうまく働いたペチュニアの青色遺伝子は、バラとの相性がよくなかったようで、花弁にデルフィニジンは検出されず色は変化せずに終わる。そこで、今度は、いろいろな植物から青色遺伝子を取得し、それぞれをバラに導入。咲いても咲いてもデルフィニジンがないという状況がしばらく続く。
- 1995年：世界で初めての青色カーネーションが誕生。ペチュニアから取り出した青色遺伝子を組み込んで品種改良したもので、日本では1997年より「ムーンダスト」として発売。
- 1996年：パンジーの青色遺伝子を入れたバラの開花に成功。
- 1998年：デルフィニジン含有率がアップ、青みを帯びた色合いに変化する。
- 1999年：やや青みを帯びたバラを得ることに成功、更に青さを追求し、デルフィニジンがより蓄積する工夫を行い、より多くの品種に遺伝子を導入。

## 導入された遺伝子と形質転換体の特徴

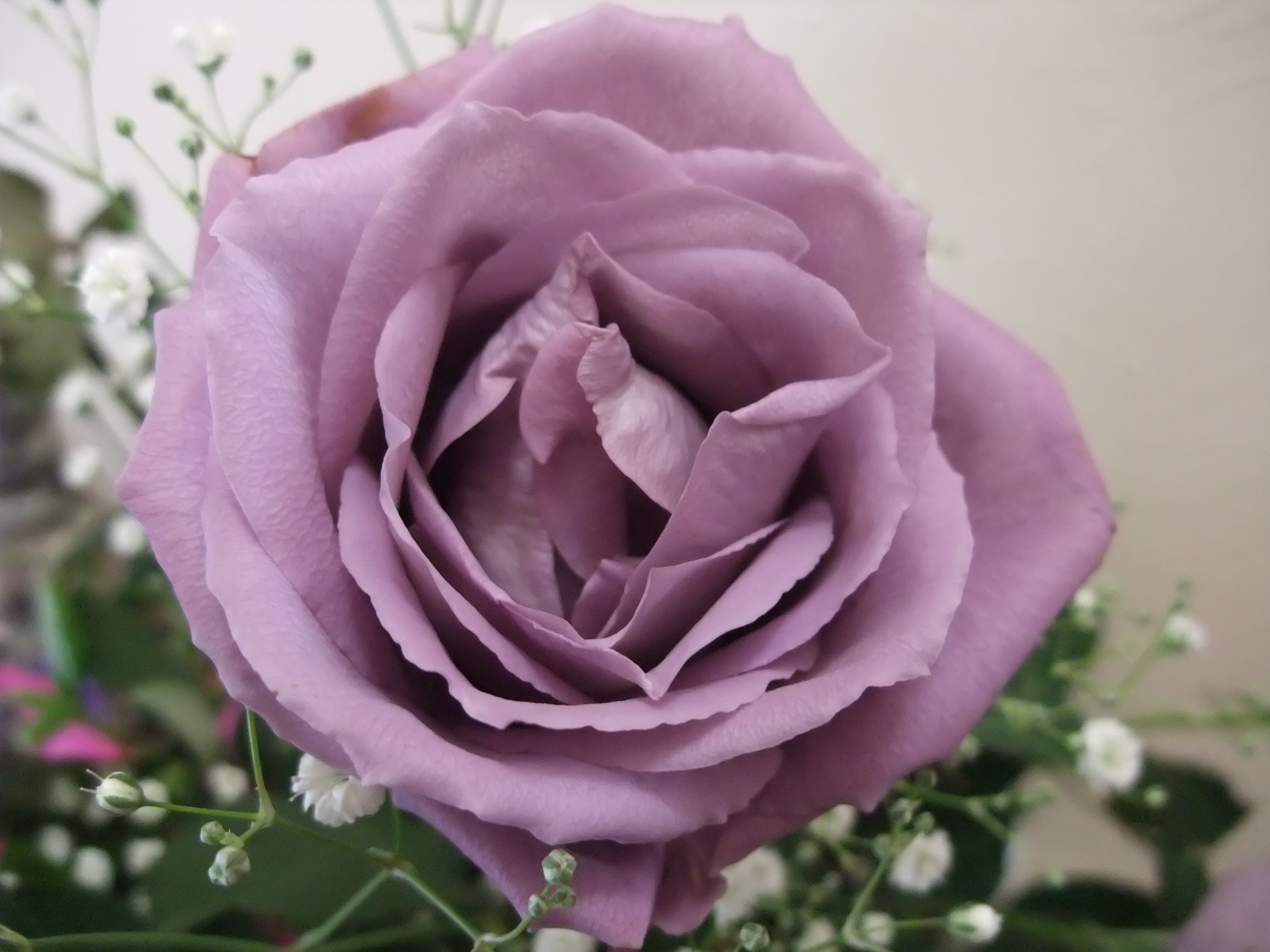
開花時の様子

アントシアニンは赤から青までの色調を示すフラボノイド系の色素である。アントシアニンのアグリコンをアントシアニジンと呼ぶ（それらの化学構造に関しては「アントシアニン」を参照）。なお、フラボノイドの生合成系はリンク先とアントシアニンの生合成系もリンク先を参照すること。アントシアニジンのうちのデルフィニジンを基本骨格とするアントシアニンが特に青色発色に関与しているとされる。しかし、デルフィニジン系のアントシアニンがあれば、青くなるわけでもない。また、バラの赤色色素であるシアニジン系アントシアニンと類似のものが、ヤグルマギクやヒマラヤの青いケシの青色色素となる場合もある。
西洋アサガオ・ヘブンリー・ブルーの開花中の花弁などの特殊な例を除いて植物の液胞内のpHは酸性である。アントシアニンは強酸性下では赤色を呈する。又、中性に近くなると赤紫色になる。そして、すべてのアントシアニンはアルカリ側では青色になる。このような一般的特徴を持つアントシアニンを青色に発色させる機構には様々なものがある。アントシアニジンの種類、アントシアニンの存在する植物細胞中の液胞のpH、金属イオンの種類や量、分子間またはアシル化による分子内でのコピグメント、超分子形成などが様々に関与しあっている。大きく分けて三種類あるアントシアニジンの中でもデルフィニジン系のアントシアニンは比較的酸性側でも青色である。青いバラの分子育種においては、アントシアニジンの種類の変化とアントシアニンのアシル化、母本に用いられたバラの液胞のpHが弱酸性であることによって青色を発色させている。
バラには、デルフィニジン生合成に関与する酵素フラボノイド3',5'-ハイドロキシラーゼ (F3'5'H , ) がない。そのため、デルフィニジン系のアントシアニンを合成できない。そこで、バラにおいてもデルフィニジン系のアントシアニンを合成させれば、青いバラが育種できるのではないかと考えられ、パンジーからF3'5'HのcDNAを単離して導入された。
サントリーが開発した二種類の青いバラ（WKS82/130-4-1, OECD UI: IFD-52401-4 および WKS82/130-9-1, OECD UI: IFD-52401-9）には、F3'5'HのcDNA以外にもトレニアに由来するアントシアニン5-アシル基転移酵素 (A5T , ) のcDNAが導入されている。これは、バラにおいてデルフィニジンから生成されるデルフィン（デルフィニジン 3, 5-ジグルコシド ）を安定化させることをねらったものである。その産物の化学構造は、リンク参照。その他、形質転換体の選択マーカー遺伝子としてアミノグリコシド系抗生物質カナマイシン耐性化遺伝子も導入されている。なお、WKS82/130-9-1に関しては、IFD-52901-9とIFD-52401-9と異なるIFDの番号が双方とも公文書で見受けられる。これらの形質転換バラに関しては、に詳しく出ている。
それによると、母本に用いられた品種名はWKS82（ケイハブルー）で、花色は赤紫色のハイブリッド・ティー系四季咲きの大輪花である。母本の花色が赤紫色であることから分かるように液胞のpHは比較的中性よりである。そのため、合成されたデルフィニジン系アントシアニンが青紫色を呈したと考えられる。分子育種された二種類のバラ (WKS82/130-4-1およびWKS82/130-9-1) において導入された外来遺伝子は、両者とも花色に最も影響を与える最外層であるL1層にしか存在しない周縁キメラであり、L2層（この部分は母本のWKS82のまま）に由来する花粉によって外来遺伝子が拡散する可能性は極めて低いそうである。
なお、育種における母本の選択のストラテジー、WKS82を含む様々なバラの花弁のpH、アントシアニジンの種類や含量、コピグメントとしてのフラボノイドであるフラボノールやフラボノンの存在および量、アントシアニンのアシル化の程度、WKS82以外のものにも同じ遺伝子カセットを導入した場合の花色の写真、などはこの文献に詳しくでている。また、バラの内在性のジヒドロフラボノール-4-還元酵素 (DFR) をRNAiによって抑制し、アヤメのペラルゴニジン合成に特異的に関与できないDFRのcDNAをF3'5'H cDNAとともに導入し、デルフィニジン含量を増加させた結果、より青みの増したバラができたことも報告している。

## 問題点
「青いバラ」が誕生したといっても、花の色は色素とともに働くほかの成分の条件によっても左右されるため、現状では青紫色に近い色となっている。そのため、より青色に近づける研究が現在も進められている。
一方でこの「青いバラ」は前述の通り、2008年にカルタヘナ法に基づく一種使用規定承認が得られ、市場での流通および一般圃場での栽培などが可能となったが、遺伝子組換え生物に対する人々の抵抗感は未だ根強いものがあり、そのあたりの調整が普及の鍵になるとされる。